# رسول پیرزاده
رسول پیرزاده (زاده ۲ نوامبر ۱۹۸۲) یک بازیکن فوتبال اهل ایران است.